# 하비에르 파리노스
프란시스코 하비에르 파리노스 사파타(스페인어: Francisco Javier Farinós Zapata, 1978년 3월 29일, 발렌시아 주 발렌시아 ~)는 스페인의 전직 축구 선수로, 현역 시절 미드필더로 활약하였다.
그는 10년 동안 주로 발렌시아(4년), 비야레알, 그리고 마요르카(각각 2년씩)에서 활약하며 라 리가 225경기에 출전 18골을 기록했다. 그는 세군다 디비시온에서도 145경기 출전 22골을 기록했는데, 이 중 대부분은 에르쿨레스에서 기록했으며, 인테르나치오날레와 장기간 계약하기도 했지만, 대게는 임대되어 나갔었다.

## 클럽 경력
다재다능한 미드필더인 파리노스는 발렌시아 출신으로, 18세에 고향 발렌시아 소속으로 프로 무대 신고식을 치렀다. 그는 1997년부터 2000년까지 부동의 주전이었는데, 동지가 1999년에 코파 델 레이와 수페르코파 데 에스파냐를 제패하고 발렌시아 마지막 시즌에 라 리가에서도 5골을 기록했다. 또한 0-3으로 패한 레알 마드리드와의 그 시즌 챔피언스리그 결승전에도 출전하였다.
2000년 여름, 파리노스는 세리에 A 구단 인테르나치오날레의 관심을 받았고, 이후 5년을 동행했지만(중간에 비야레알로 임대되기도 했다) 큰 성과를 거두지 못했다. 그는 15달 가까이 부상으로 활동하지 못했고, 2001-02 시즌에는 단 10경기에만 출전했는데, 소속 구단은 최종전에서 리그 우승 기회를 날려버렸다. 그러나, 이런 상황에도 불구하고, 그는 알베르토 차케로니 감독이 이끌던 2003년 11월 22일에 6-0 대승을 거둔 레지나와의 안방 경기에서 득점을 기록했다.
2002년 3월 21일, 파리노스는 UEFA컵 8강전을 치르러 메스타야에 복귀했다: 프란체스코 톨도의 퇴장으로, 그는 톨도를 대신해 골문을 지키게 되었고, 이 경기는 1-0 승리(합계 2-1)로 끝났다.
파리노스는 2004-05 시즌을 앞두고 마요르카로 임대되며 스페인 무대에 복귀했다. 그는 2년 동안 1부 리그 경기에 비교적 많은 출전 기회를 잡았는데(주로 1년차에), 발레아레스 제도 연고 구단은 리그 17위로 강등을 간신히 면했다.
2006-07 시즌, 마요르카에서 방출되고 잉글랜드의 찰튼 애슬레틱 입단 시험에서 떨어진 파리노스는 세군다 디비시온의 에르쿨레스로 이적했다. 그는 몸상태에 문제가 없을 때에는 부동의 주전으로 활약했는데, 리그에서만 3년 통틀어 15골을 기록했다. 알리칸테에서의 3년차에 소속 구단은 승점 78점으로 4위를 마감했는데, 승격하지 못한 구단들 중 역대 최고 승점 기록을 세웠다.
파리노스는 2009-10 시즌에 3,000분 가까이 출전해 34경기에서 6번 골망을 흔들었는데, 에르쿨레스는 13년 만에 다시 1부 리그를 밟게 되었다. 그러나, 이듬해에는 부상을 당해 대게 현장에서 빠져 있었다. 2011년 1월 29일, 그는 0-3으로 패한 바르셀로나와의 안방 경기에서 교체되어 들어가 무대에 복귀했지만, 얼마 지나지 않아 두 번의 경고로 퇴장당했다. 그 다음 출전 경기는 사라고사와의 안방 경기로, 그는 경기 종료 10분을 남겨놓고 동점골을 넣고 다비드 트레제게의 89분 결승골을 도와 2-1 역전승을 견인했다.
2011년 6월 말, 에르쿨레스가 강등당하면서, 33세의 파리노스는 레반테와 1년 계약을 체결해 발렌시아 주에서의 4번째 구단에 입단했다. 이듬해 12월, 그는 2부 리그에 있던 비야레알로 복귀했다. 그는 11번의 경기에 출전하였고(8경기에 선발 출전, 695분 활약하였고, 1-1로 비긴 전 소속 구단 에르쿨레스와의 원정 경기에서 골을 넣었다),) 소속 구단이 1년 만에 1부 리그로 복귀하도록 도왔다.
2014년 2월 11일, 오랜 기간 또다시 부상으로 출전하지 못한 그는 이번에 오른발 아킬레스건을 부상당했다. 이후 파리노스는 2014년에 은퇴를 선언했다.

## 국가대표팀 경력
발렌시아에서의 활약에 힘입어, 파리노스는 1999년 8월 18일, 바르샤바에서 2-1로 이긴 폴란드와의 친선경기에서 발렌시아 동료 가이스카 멘디에타와 후반 시작과 함께 교체되어 들어가 스페인 국가대표팀 첫 경기에 출전했다. 그는 이듬해에 네덜란드와의 친선전에서 국가대표팀 경기에 한 번 더 출전했다.
그 전에, 파리노스는 1997년 세계 청소년 선수권 대회에 참가했었다.

## 수상

### 클럽
발렌시아
- 코파 델 레이: 1998–99
- 수페르코파 데 에스파냐: 1999
- 인터토토컵: 1998
- 챔피언스리그 준우승: 1999–2000

인테르나치오날레
- 수페르코파 이탈리아나 준우승: 2000